# Eacles callopteris
Eacles callopteris är en fjärilsart som beskrevs av Rothschild 1907. Eacles callopteris ingår i släktet Eacles och familjen påfågelsspinnare. Inga underarter finns listade i Catalogue of Life.